# Beidha
Beidha è un comune dell'Algeria, situato nella provincia di Laghouat.